# Jumbilla
Jumbilla é uma cidade do Peru, situada na região do  Amazonas. Capital da província de  Bongará, sua população em 2017 foi estimada em 1.102 habitantes.